# LähiTapiola Areena (Turku)
L'arène LähiTapiola (finnois : LähiTapiola Areena) auparavant Javenture-Areena est une salle de football située dans le quartier de Kaerla à Turku en Finlande, .

## Présentation
La salle dispose d'un terrain en gazon artificiel de 105 mètres de long et 64 mètres de large.
La  salle est utilisée par FC Inter Turku et Turun Palloseura.